# Ronald Buijt
Ronald Buijt (Rotterdam, 1 oktober 1968) is een Nederlandse Leefbaar Rotterdam/JA21-politicus, opiniemaker en bestuurder. Sinds 31 oktober 2022 is hij wethouder van Rotterdam.

## Biografie

### Opleiding en loopbaan
Buijt ging naar de mavo en havo op de scholengemeenschap Libanon en de scholengemeenschap Thorbecke in Rotterdam. Tussen 1990 en 2007 vervulde hij administratieve functies binnen de scheepvaartsector bij Sealand Inc., Maersk Line en Senator Line.
Buijt vervulde tussen 2007 en 2021 diverse functies, hoofdzakelijk als planner, bij transportbedrijf Visbeen in Nieuwe-Tonge (thans gefuseerd tot DLG). Hij was actief in het amateurvoetbal bij Alexandria '66 in het Rotterdamse Oosterflank en Excelsior '20 in Schiedam. Verder schreef hij opiniërende artikelen voor Elsevier en Joop.

### Politieke loopbaan
Buijt was van 2006 tot 2018 namens Leefbaar Rotterdam gemeenteraadslid in Rotterdam. Hij was woordvoerder op het gebied van voornamelijk onderwijs, jeugdzorg, sport en veiligheid. Van 2010 tot 2014 was hij commissievoorzitter van Bestuur, Veiligheid en Middelen (BVM). Van 2014 tot 2016 was hij vicevoorzitter van de gemeenteraad en van 2016 tot 2018 fractievoorzitter van Leefbaar Rotterdam. Hij was campagneleider van Leefbaar Rotterdam bij de gemeenteraadsverkiezingen van 2010 en 2014.
Buijt was van 2018 tot 2022 partijvoorzitter van Leefbaar Rotterdam en van 2019 tot 2020 enkele maanden werkzaam op het fractiekantoor van Leefbaar Rotterdam. Daarnaast was hij van 2020 tot 2021 secretaris in het partijbestuur van JA21. Van maart 2021 tot oktober 2022 was hij hoofd van het fractiekantoor van JA21. Hij was campagneleider van JA21 bij de Tweede Kamerverkiezingen van 2021. Hij was begeleider van verkiezingskandidaten van JA21 voor de Provinciale Statenverkiezingen van 2023 in Limburg en Gelderland.
Buijt is sinds 31 oktober 2022 namens Leefbaar Rotterdam wethouder van Zorg, Ouderen en Jeugdzorg in Rotterdam. Hij volgde Gerben Vreugdenhil op die om gezondheidsredenen moest terugtreden.

### Privéleven
Buijt is getrouwd en heeft een dochter.